# Walisische Badmintonmeisterschaft 1974
Die Walisische Badmintonmeisterschaft 1974 fand bereits am 20. Oktober 1973 in Deganwy statt. Es war die 22. Austragung der nationalen Titelkämpfe im Badminton in Wales.

## Titelträger
| Disziplin    | Sieger                         |
| ------------ | ------------------------------ |
| Herreneinzel | Howard R. Jennings             |
| Dameneinzel  | Angela Dickson                 |
| Herrendoppel | Alan Fisher Howard R. Jennings |
| Damendoppel  | Angela Dickson Sue Brimble     |
| Mixed        | Brian Jones Sue Alfieri        |